# 郭少傑
郭少傑（1990年4月9日—）為臺灣男子籃球運動員，場上主打前鋒位置，現效力於P. LEAGUE+台鋼獵鷹。

## 生平
郭少傑具有阿美族與邵族的原住民血統。高中時期就讀公東高工，雖然學校有籃球隊，但因故未報名，導致錯失了參加HBL的機會，但郭少傑從高中起就決定挑戰SBL，因此大學時透過學長的牽線，進入東南科技大學就讀，並利用假日時間出戰各級賽事，最終在2013年SBL選秀會上，被金門酒廠以第二輪第8順位挑中，成為SBL少數沒有甲組經歷的球員，並在2019年入選瓊斯盃。2018年6月1日，郭少傑加盟富邦勇士。2021年6月3日，郭少傑離開臺北富邦勇士。6月15日，郭少傑加盟新竹街口攻城獅。2023年6月1日新竹街口攻城獅不續約郭少傑。8月11日，郭少傑加盟T1聯盟臺南台鋼獵鷹。

## 生涯數據

### P. LEAGUE+

#### 例行賽
| 賽季    | 球隊           | GP | MPG   | 2P%   | 3P%   | FT% | RPG  | APG  | SPG  | BPG  | PPG  |
| ------- | -------------- | -- | ----- | ----- | ----- | --- | ---- | ---- | ---- | ---- | ---- |
| 2020–21 | 臺北富邦勇士   | 7  | 07:34 | 71.43 | 9.09  | 50  | 0.86 | 0.29 | 0.14 | 0    | 2.29 |
| 2021–22 | 新竹街口攻城獅 | 27 | 14:34 | 39.22 | 38.81 | 75  | 1.67 | 0.59 | 0.22 | 0.04 | 5.26 |

## 外部連結
- 郭少傑的Instagram帳戶
- 郭少傑在fiba.basketball（英语）
- 郭少傑在fiba3x3.com（英语）
- 郭少傑在P. LEAGUE+官網
- 郭少傑在Eurobasket.com（球員）（英语）
- 郭少傑在Flashscore（英语）